# Las guachas
Las guachas es una película de Argentina filmada en colores dirigida por Ricardo Pérez Roulet sobre su propio guion escrito en colaboración con Pablo Bellini que se comercializó con la modalidad directo a video en 1993 y que tuvo como actores principales a Susana Torales, Ana Marelli, Martín Coria y Pablo Nápoli.

## Sinopsis
Tras el cruel asesinato de sus padres ocurrido 20 años atrás, dos hermanas que viven solas y aisladas en su estancia matan a quienes se le acercan.

## Reparto
- Susana Torales
- Ana Marelli
- Martín Coria
- Pablo Nápoli
- Ricardo Mella
- Alfredo Lepore
- Silvana Pane
- Conchita López
- Carlos Zárate
- Barbara Sujan
- Samuel Pérez